# Умершие в августе 1995 года
Это список известных людей, соответствующих установленным критериям значимости (см. Википедия:Критерии значимости персоналий), умерших в августе 1995 года.
Причина смерти указывается лишь в исключительных случаях (убийство, самоубийство, гибель в результате военных действий, смертная казнь, ДТП или несчастные случаи). В остальных случаях — не указывается.
- 1 августа — Иван Гончаров (71) — Полный кавалер Ордена Славы.
- 1 августа — Михаил Кожемякин (82) — Герой Советского Союза.
- 1 августа — Михаил Петруновский (73) — Полный кавалер Ордена Славы.
- 2 августа — Михаил Буденков (75) — Герой Советского Союза.
- 2 августа — Юрий Коваль (57) — русский писатель.
- 3 августа — Захар Саввин (80) — советский работник сферы образования, партийный и государственный деятель.
- 3 августа — Василий Филатенков (85) — Герой Советского Союза.
- 4 августа — Виктор Боровков (79) — Герой Советского Союза.
- 4 августа — Александр Войтенко (79) — генерал-майор, заместитель начальника космодрома «Байконур». Первый председатель Федерации космонавтики Украины. Председатель Украинского Совета ветеранов Байконура.
- 4 августа — Иван Кивелиди (46) — российский предприниматель.
- 4 августа — Владимир Митрягин — Герой Советского Союза.
- 5 августа — Менахем Авидом (87) — израильский композитор, педагог, музыкальный критик.
- 5 августа — Пётр Ивушкин (77) — Герой Советского Союза.
- 5 августа — Михаил Никитин (76) — Герой Советского Союза.
- 5 августа — Леван Пилпани (61) — советский и грузинский актёр, народный артист Грузинской ССР.
- 6 августа — Александр Аверкин (60) — советский композитор.
- 6 августа — Иван Яроцкий (72) — участник Великой Отечественной войны. Полный кавалер ордена Славы.
- 7 августа — Александр Николаев — бас-гитарист группы Любэ; автокатастрофа.
- 7 августа — Дон Патинкин (73) — американский экономист, представитель монетаризма.
- 7 августа — Максим Танк (82) — белорусский советский поэт, переводчик, государственный деятель. Народный поэт Белорусской ССР.
- 8 августа — Фёдор Дьяченко (78) — Герой Советского Союза.
- 8 августа — Борис Нарбут (79) — Герой Советского Союза.
- 8 августа — Дмитрий Шепилов (89) — советский политический деятель, учёный-экономист, главный редактор газеты «Правда» (1952—1956).
- 9 августа — Николай Варягов (71) — Герой Советского Союза.
- 10 августа — Борис Берлин (89) — пианист, педагог, композитор, профессор, Заслуженный деятель искусств России.
- 10 августа — Андрей Ромашов (68) — поэт. Член Союза писателей СССР.
- 11 августа — Ханс-Йоахим Вайссфлог (72) — обер-лейтенант, немецкий герой времён Второй мировой войны.
- 11 августа — Александр Малинин (82) — марийский советский журналист.
- 11 августа — Алонзо Чёрч (92) — американский математик и логик, создатель Лямбда-исчисления.
- 11 августа — Фил Харрис (91) — американский певец, поэт-песенник, джазовый музыкант, актёр и комик.
- 13 августа — Иван Иванов (69) — Полный кавалер ордена Славы.
- 13 августа — Алексей Мельников (32) — белорусский литературовед, историк, славист.
- 13 августа — Владимир Снесарёв (81) — полковник Советской Армии, участник Великой Отечественной войны, Герой Советского Союза.
- 13 августа — Семён Чирков (77) — участник Великой Отечественной войны, Герой Советского Союза.
- 14 августа — Ромуальд Гринблат (65) — советский и российско-латвийский композитор.
- 14 августа — Иван Заулин (72) — Герой Советского Союза.
- 15 августа — Сергей Лункевич (61) — молдавский советский дирижёр, скрипач и композитор. Народный артист СССР.
- 15 августа — Василий Тарасенко (74) — Герой Советского Союза.
- 19 августа — Иван Лицкевич (49) — советский и российский хозяйственник и общественный деятель.
- 19 августа — Николай Стробыкин-Юхвит (74) — Герой Советского Союза.
- 20 августа — Лев Бударин (62) — советский и украинский учёный, специалист по физической и аналитической химии.
- 20 августа — Михаил Хлебников (77) — Герой Советского Союза.
- 21 августа — Субраманьян Чандрасекар (84) — американский астрофизик, лауреат Нобелевской премии по физике (1983).
- 21 августа — Татьяна Снежина (23) — русская поэтесса, певица и композитор, автор песни «Позови меня с собой…»; автокатастрофа.
- 22 августа — Альберт Репсон (73) — Герой Советского Союза.
- 23 августа — Лесли Мари Грейвс (35) — американская киноактриса; СПИД
- 23 августа — Николай Попов (70) — Герой Советского Союза.
- 24 августа — Михаил Костенко (82) — Герой Советского Союза.
- 26 августа — Джон Браннер (60) — английский писатель-фантаст.
- 29 августа — Михаэль Энде (65) — немецкий писатель.
- 30 августа — Порфирий Килин (70) — полковник внутренних войск МВД СССР, участник Великой Отечественной войны, Герой Советского Союза.
- 30 августа — Лев Полугаевский (60) — советский шахматист, шестикратный победитель шахматных Олимпиад.